# Round Lake (Illinois)
Pour les articles homonymes, voir Round Lake.
Round Lake est un village du comté de Lake dans l'Illinois, aux États-Unis,. Situé au centre du comté, il est  incorporé le 15 janvier 1909.

## Démographie
Lors du recensement de 2010, le village comptait une population de 18 289 habitants. Elle est estimée, en 2017, à 18 375 habitants.

## Source de la traduction
- (en) Cet article est partiellement ou en totalité issu de l’article de Wikipédia en anglais intitulé « Round Lake, Illinois » (voir la liste des auteurs).